# Albert Schwendy
Wilhelm Albert Schwendy (geb. 20. Oktober 1820 in Berlin; gest. 17. August 1902 in Dessau) war ein deutscher Architektur- und Landschaftsmaler sowie Fotograf.

## Lebensweg
Wilhelm Albert Schwendy war ein Sohn des Seidenfärbers Carl Friedrich Schwendy.
Albert Schwendy studierte zunächst Architektur, wechselte aber 1841 zur Malerei. Er war zunächst Schüler von Michael Neher (1798–1876) in München, dann, im Jahr 1846, von Gottlieb Biermann (1824–1908) in Berlin und in den Jahren 1847/1848 von Eugène Lepoittevin (1806–1870) in Paris. Von 1848 bis 1871 war Schwendy in Berlin tätig. Dort erlebte er die politisch unruhigen Jahre 1848/49.
Albert Schwendy arbeitete auch als Fotograf und gründete 1860 mit Carl Suck (1833–1891) in Berlin die Photographische Anstalt mit Fotoatelier Schwendy & Suck. Das Studio spezialisierte sich auf Porträtfotografie. 1862 gab Schwendy zwar seine Teilhaberschaft an der Firma Schwendy & Suck auf, blieb aber weiterhin auch als Fotograf tätig. Er eröffnete 1864 sein eigenes Fotoatelier in der Brüderstraße 2 und firmierte dort bis 1870 als „Maler und Hof-Photograph“. Der Hoffotograf Albert Schwendy gab in Zusammenarbeit mit Max Schasler 1864 unter der Bezeichnung „Pantheon“ eine „photographische Portraitgalerie“ heraus, die „berühmte Persönlichkeiten der nächsten Vergangenheit und Gegenwart in Form von Brustbildern von ungefähr 1 ½ Zoll Kopfhöhe“ zeigten. Berliner Fotoateliers von Albert Schwendy sind im Jahr 1865 in der Brüderstraße 2, 1866 Unter den Linden 5 und von 1870 bis 1872 wieder in der Brüderstraße 2 nachgewiesen.
Albert Schwendy war Mitglied des Münchner Kunstvereins. Im Jahr 1857 oder 1858 arbeitet der Maler Christian Jank, (geb. 14. Juli 1833 in München; gest. 25. November 1888 ebenda) als Albert Schwendys Dekorationsmaler-Assistent an dem monumentalen Hintergrundbild für ein Rubens-Fest der Münchner Künstler im Odeonsaal.
Ab 1871 oder ab 1872 wirkte Schwendy in Dessau. Sein Gemälde Alter Marktplatz in Dessau ist Bestandteil der Städtischen Kunstsammlung Dessaus. Er starb am 17. August 1902 im Alter von 81 Jahren in Dessau.

## Galerie: Auswahl von Gemälden von Albert Schwendy

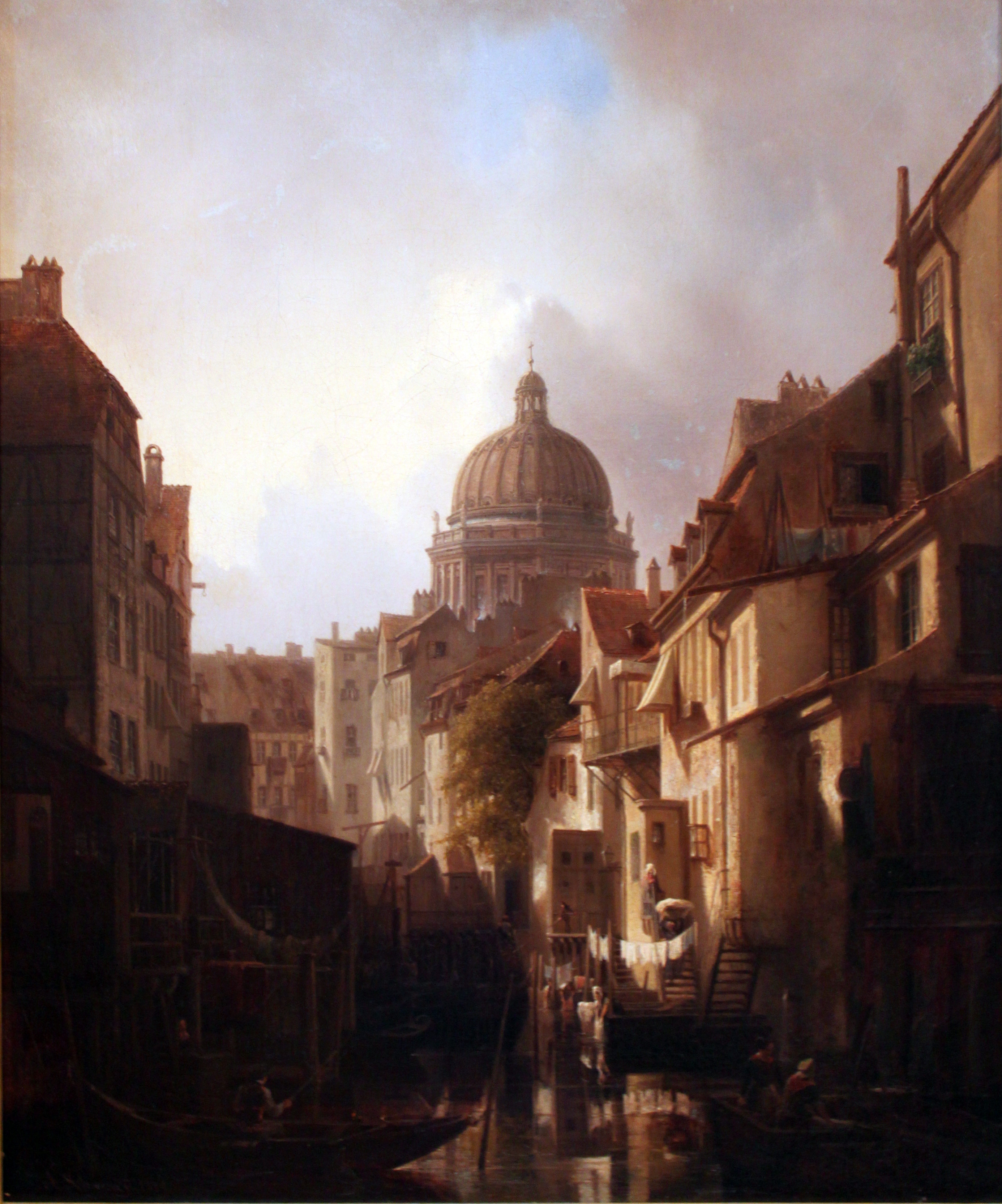
Berlin – Blick über den Mühlengraben auf die Schlosskuppel, 1849
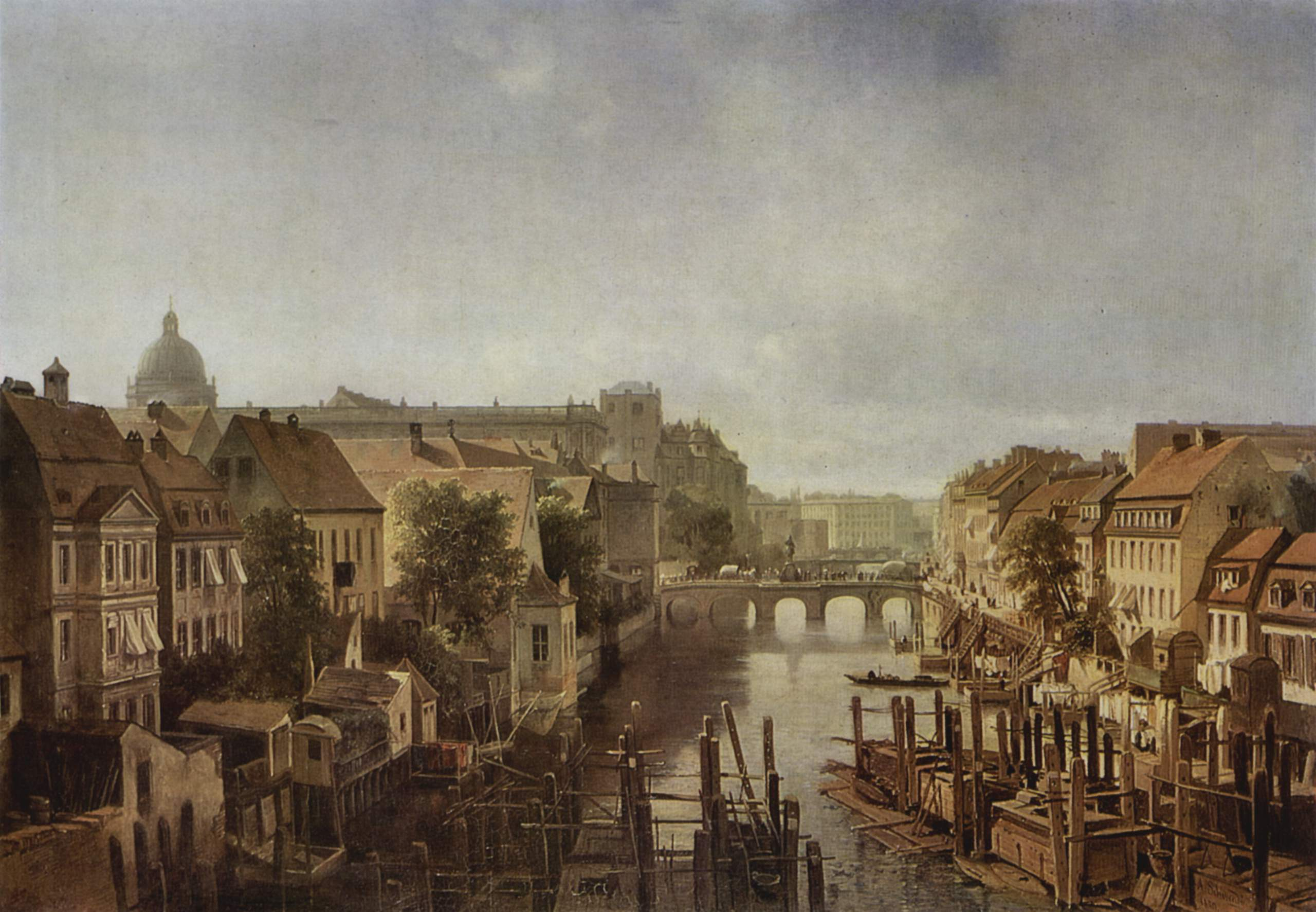
Berlin – Blick von den Königlichen Mühlen am Mühlendamm zur Langen Brücke, 1850
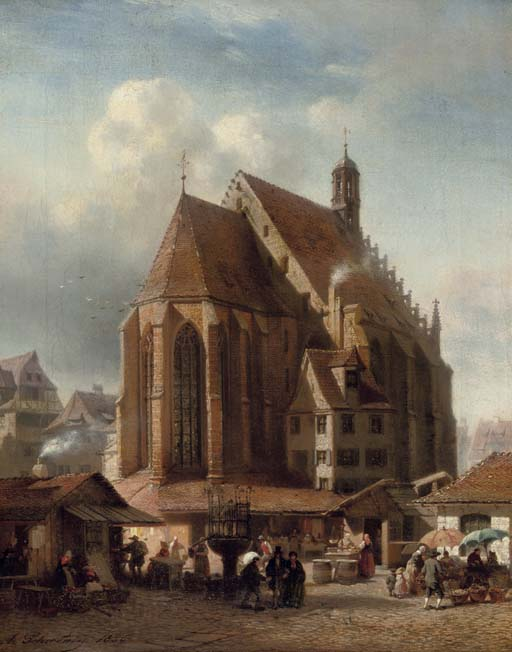
Nürnberg, Ansicht der Frauenkirche, 1856
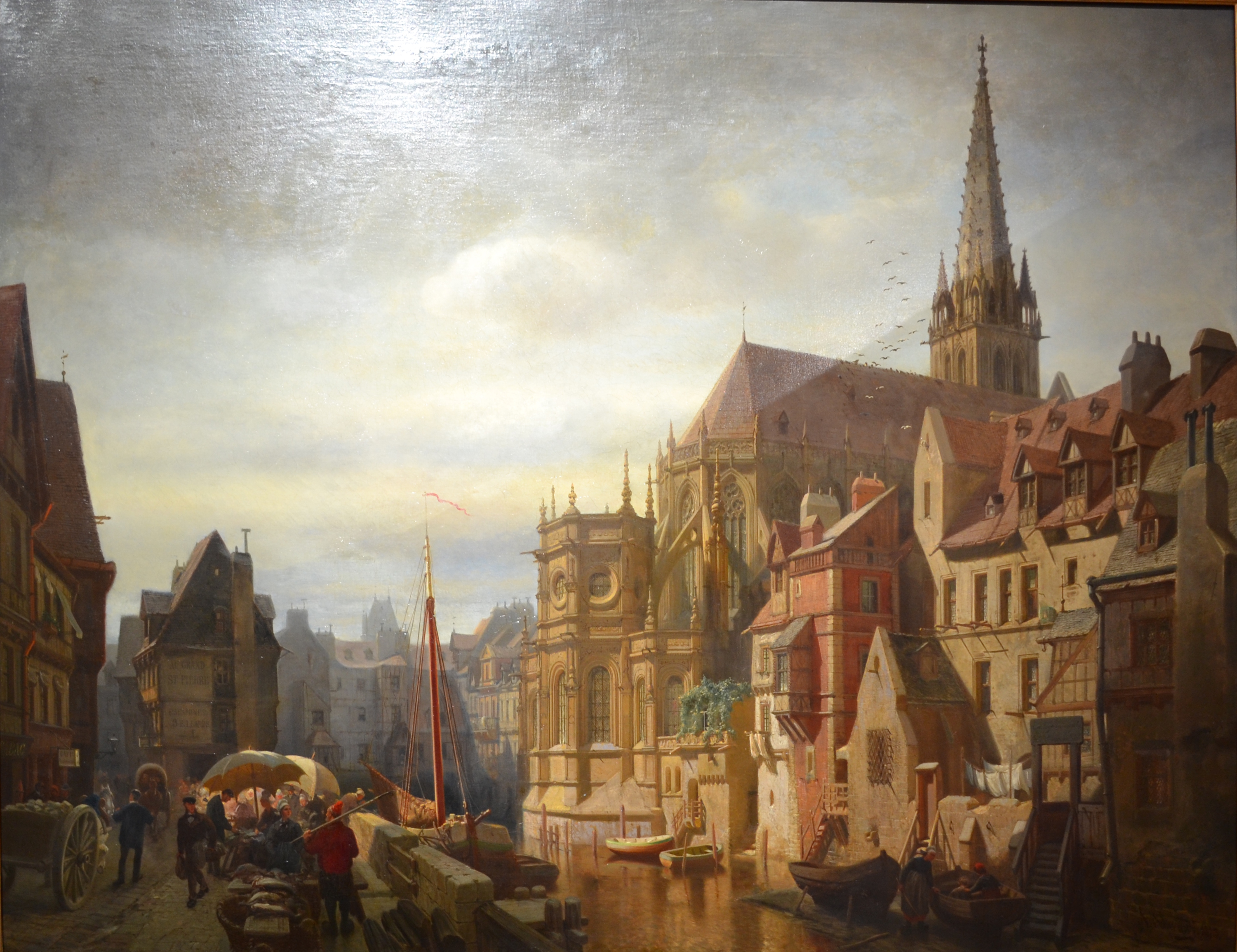
Blick auf die Apsis der Kirche Saint-Pierre in Caen, 1873
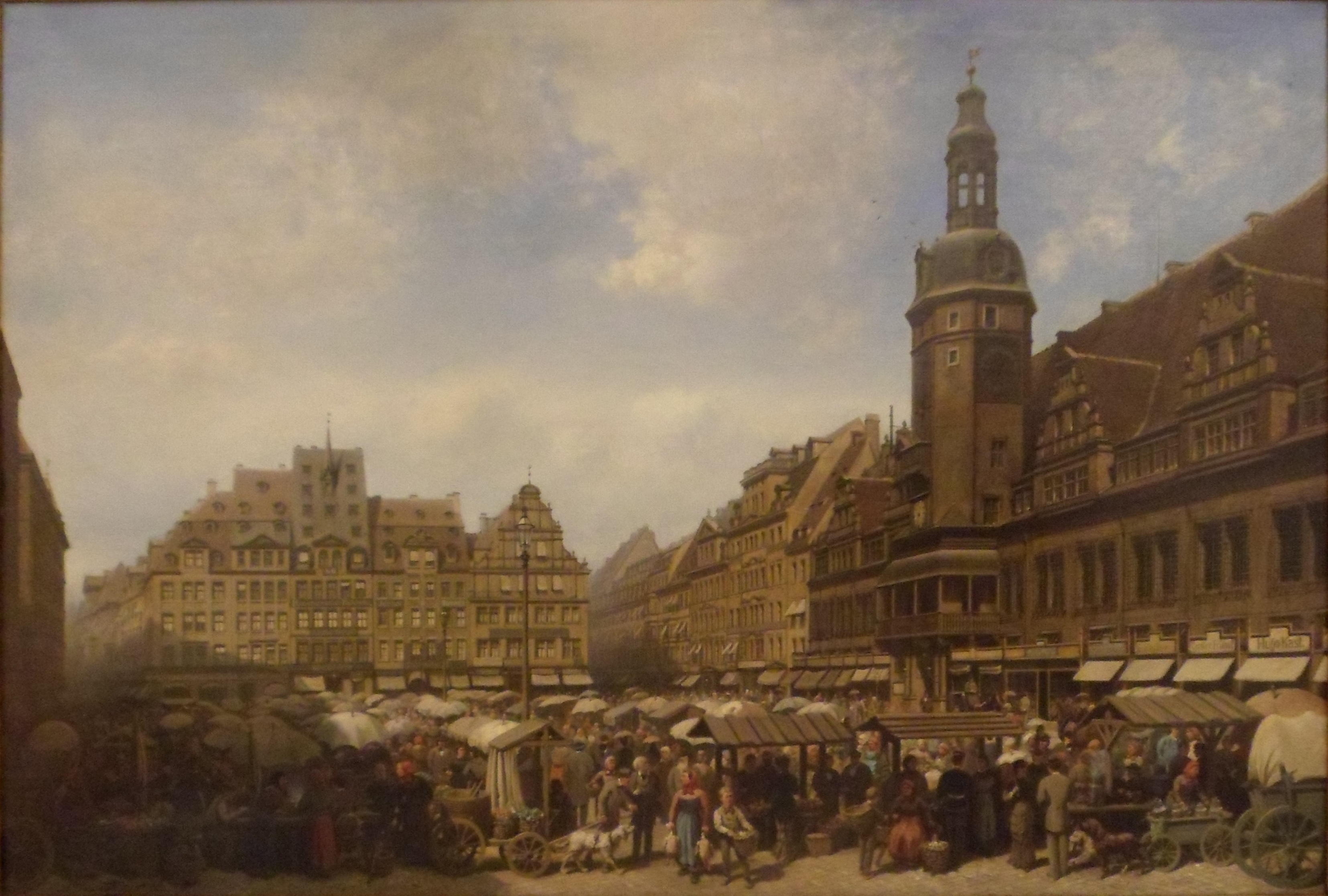
Der Marktplatz von Leipzig, 1882
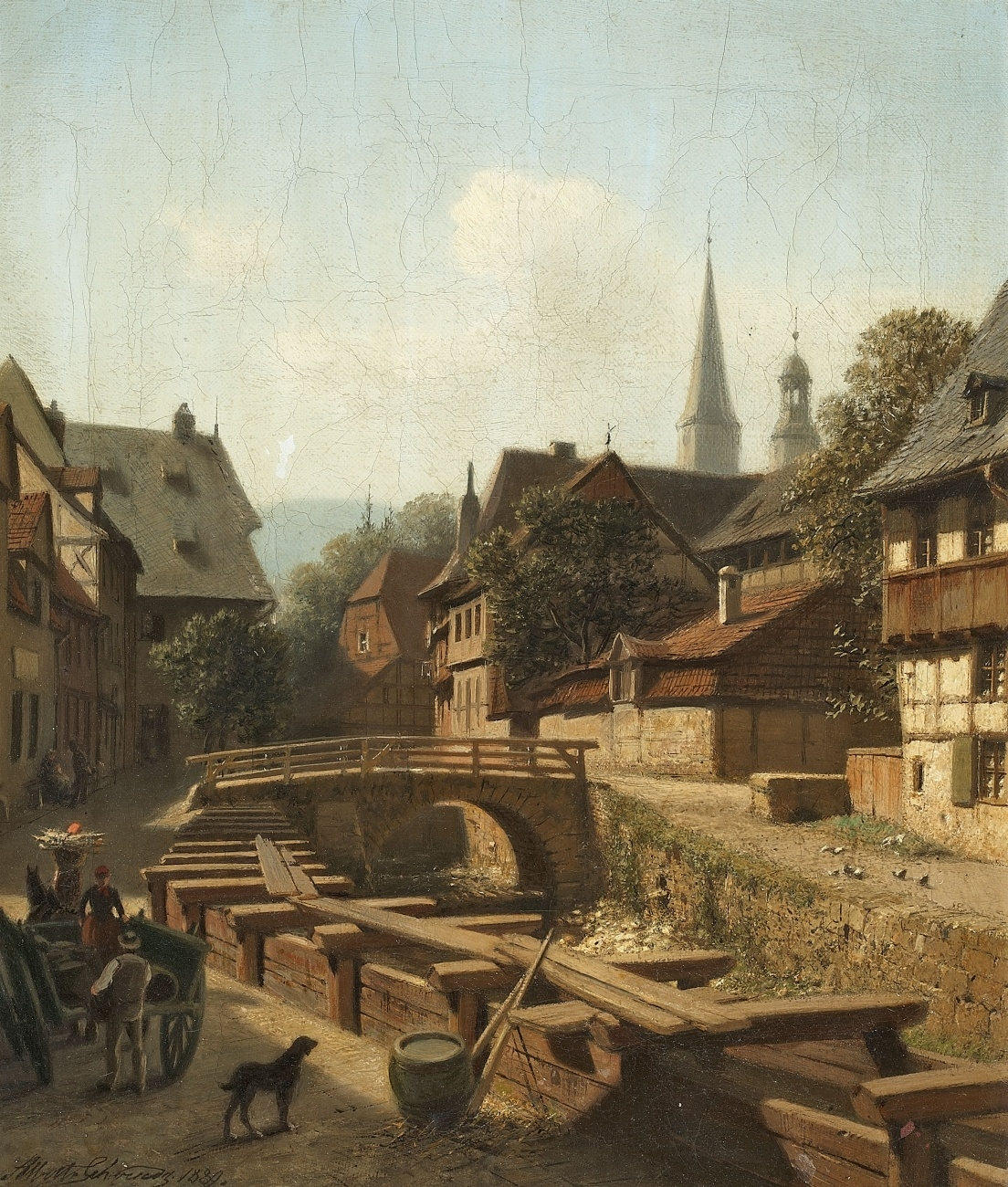
Stadtgraben in Goslar, 1889
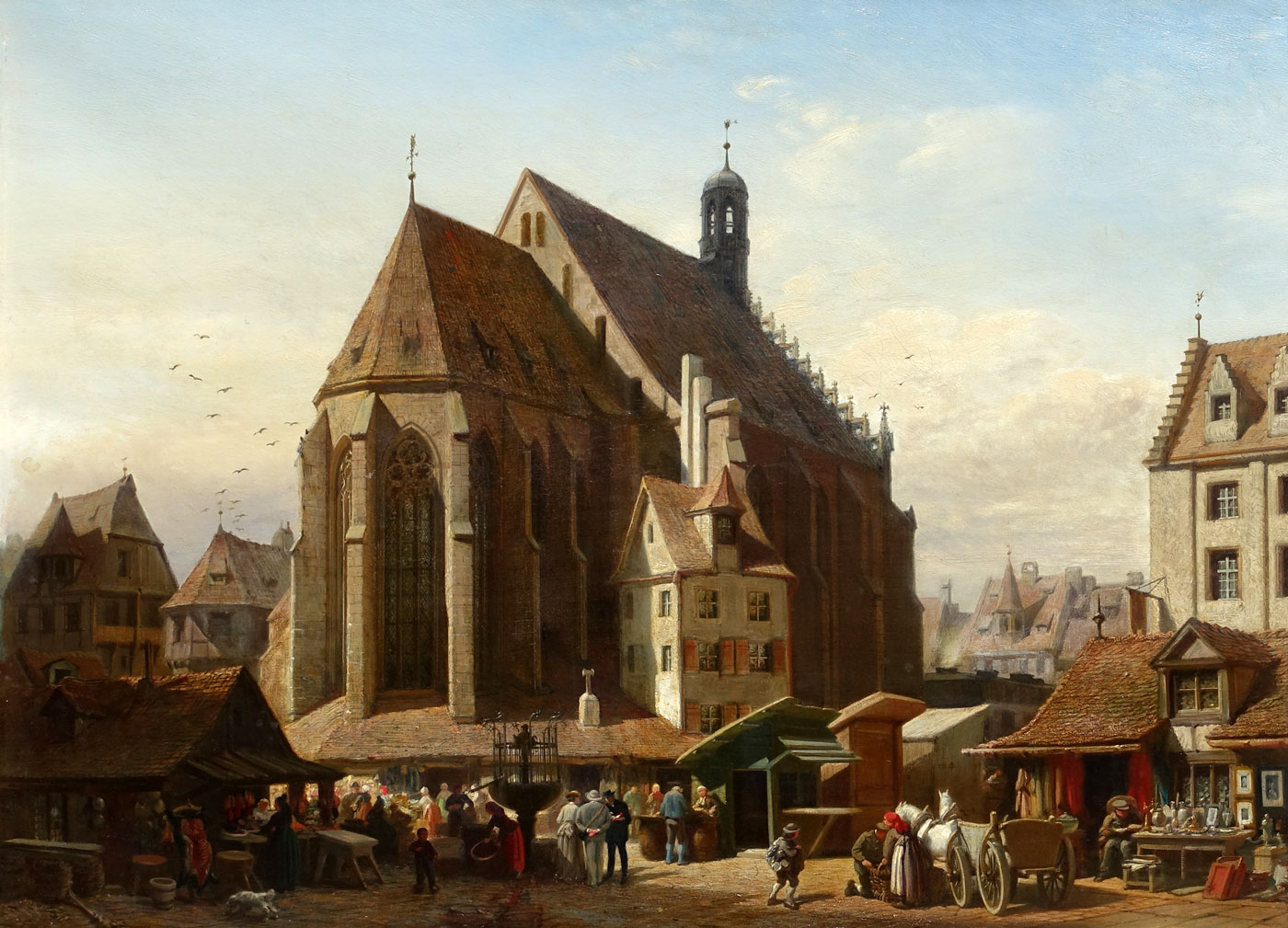
Die Frauenkirche in Nürnberg
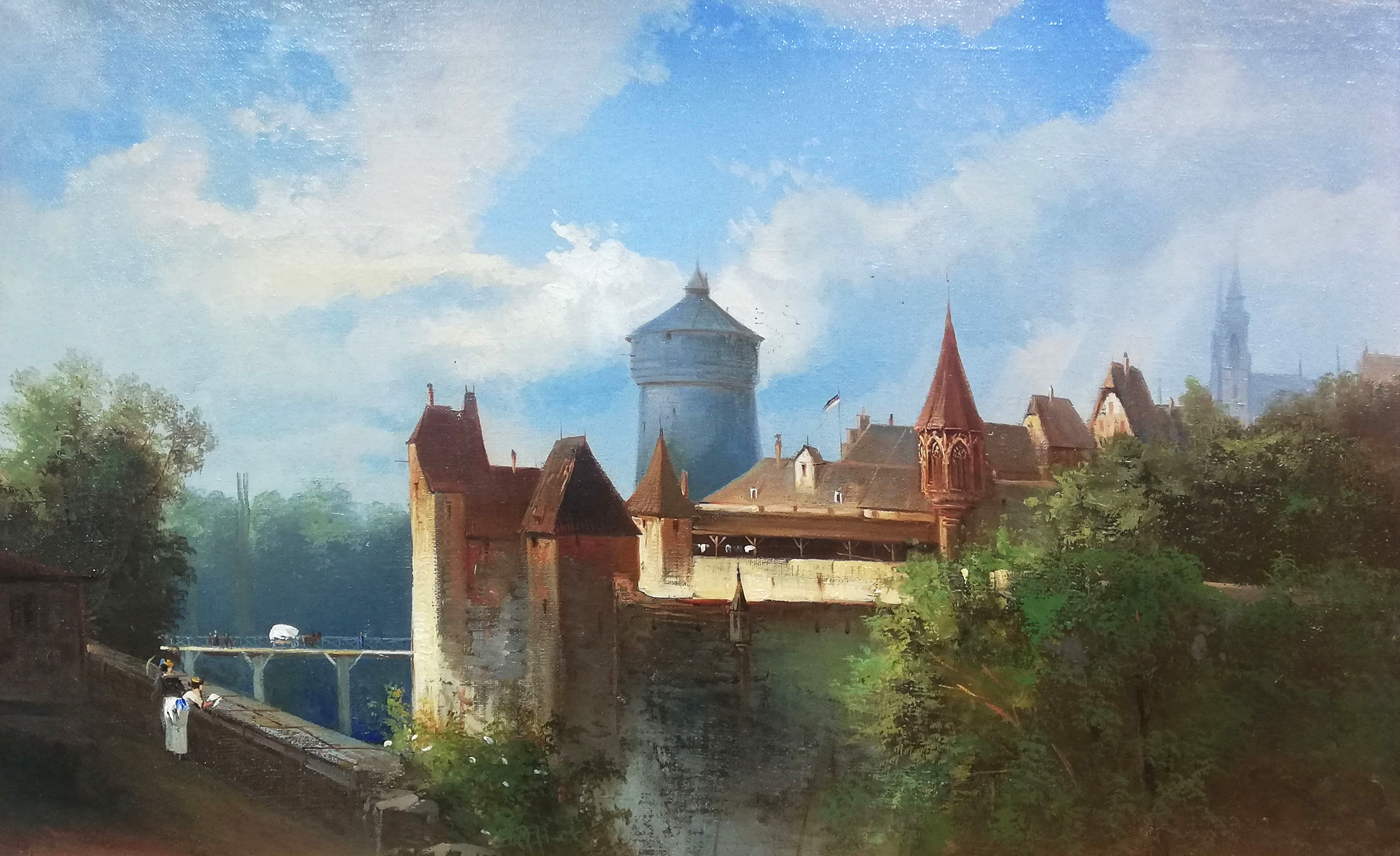
Blick auf die Nürnberger Burg

## Galerie: Auswahl von Porträtfotos des Ateliers Schwendy & Suck

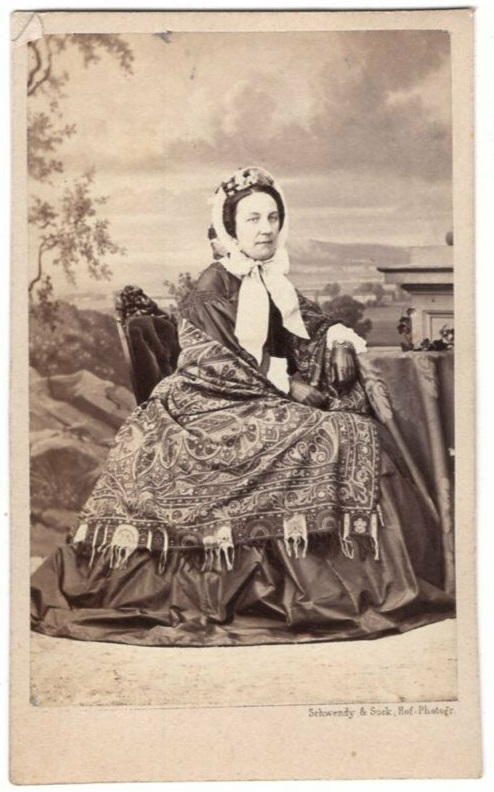
Feine Dame. Carte de Visite, Schwendy & Suck, Berlin, circa 1863
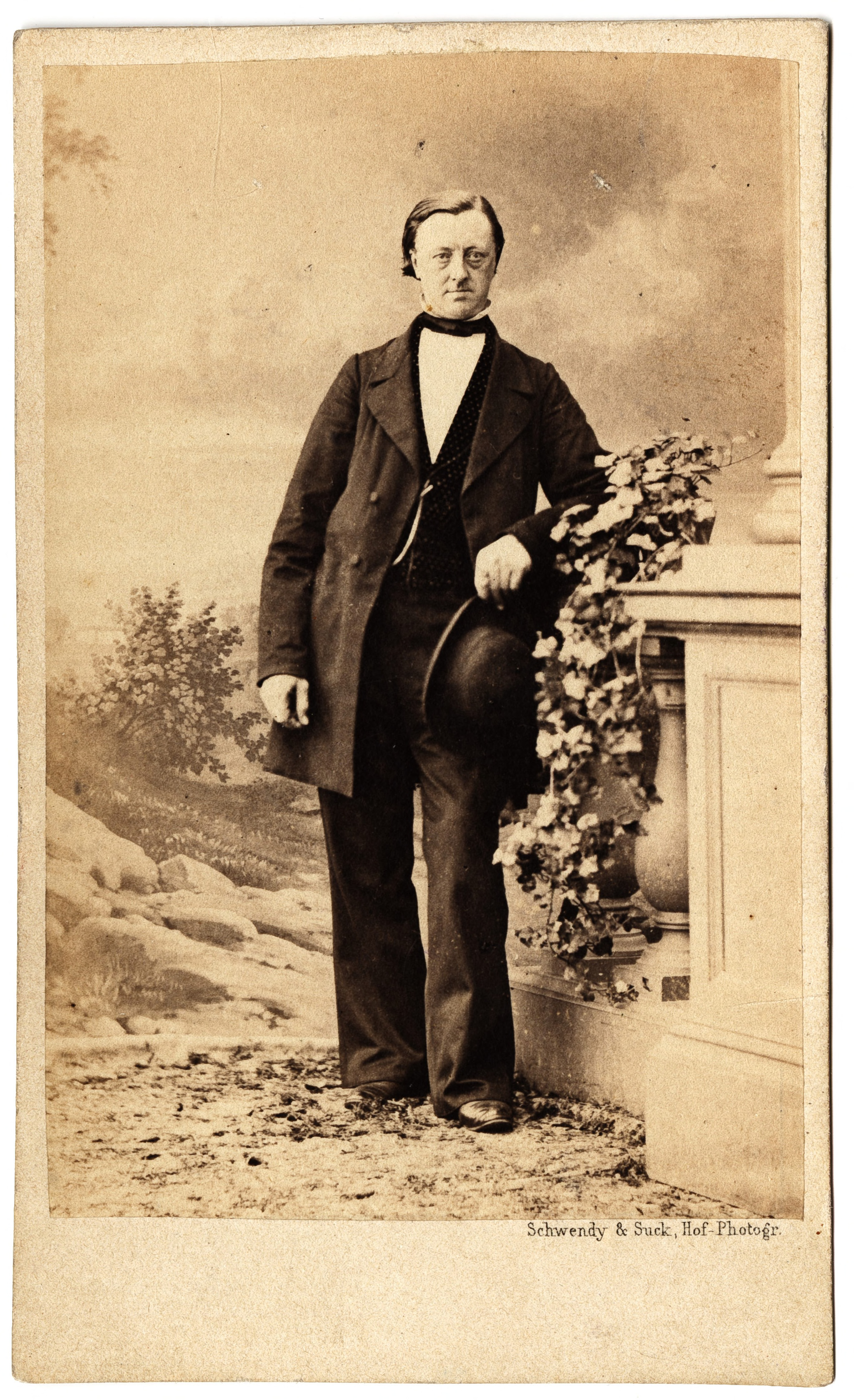
Willem de Sitter (1820–1889), Bürgermeister von Groningen, zwischen 1864 und 1866
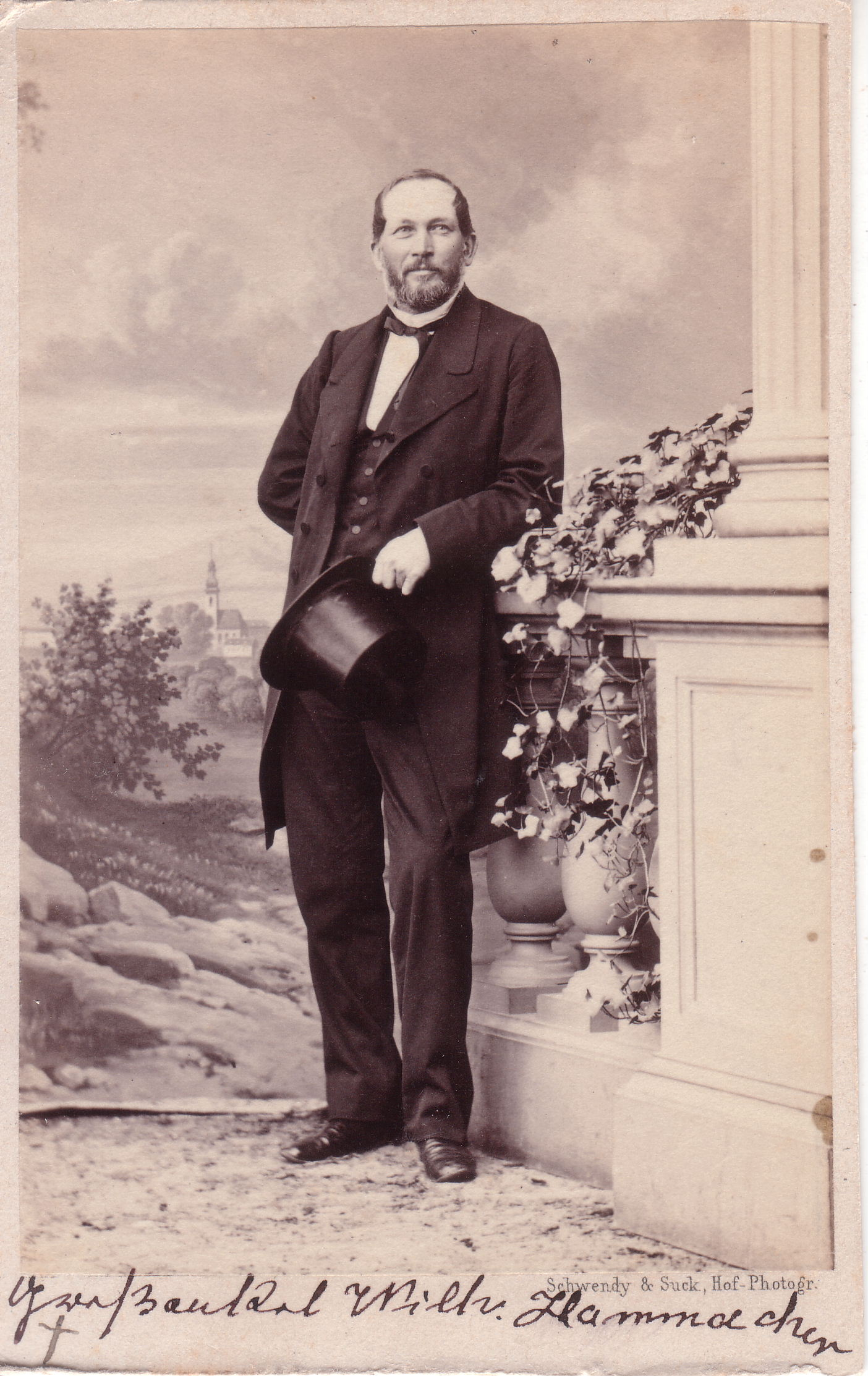
Wilhelm Hammacher (1821–1882), 1868
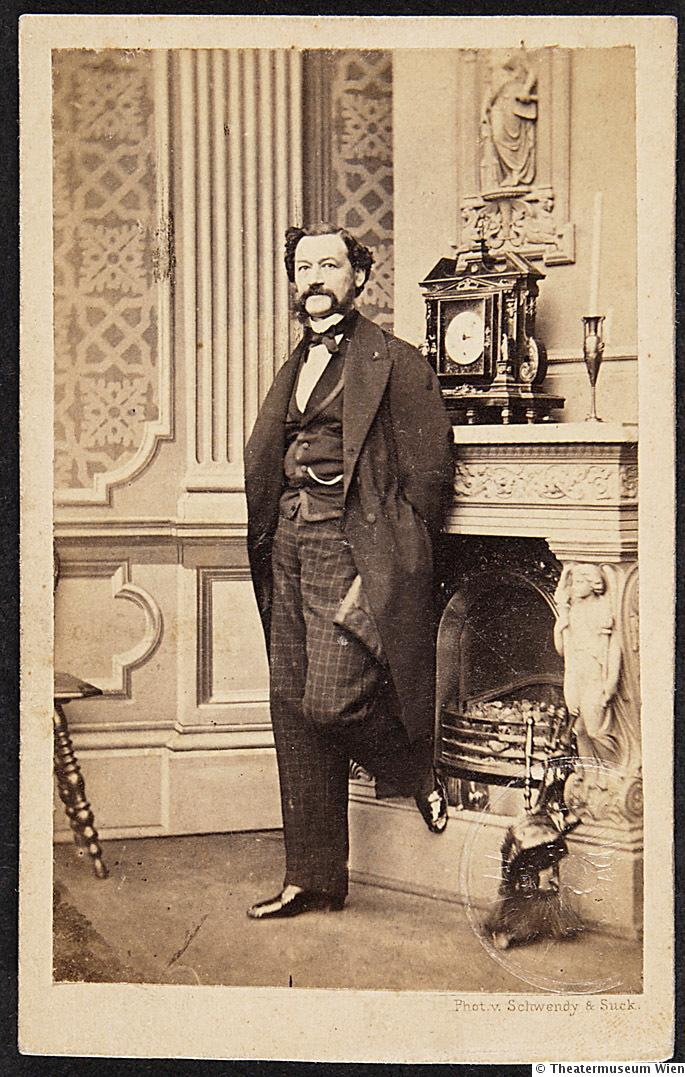
Paul Taglioni, circa 1865
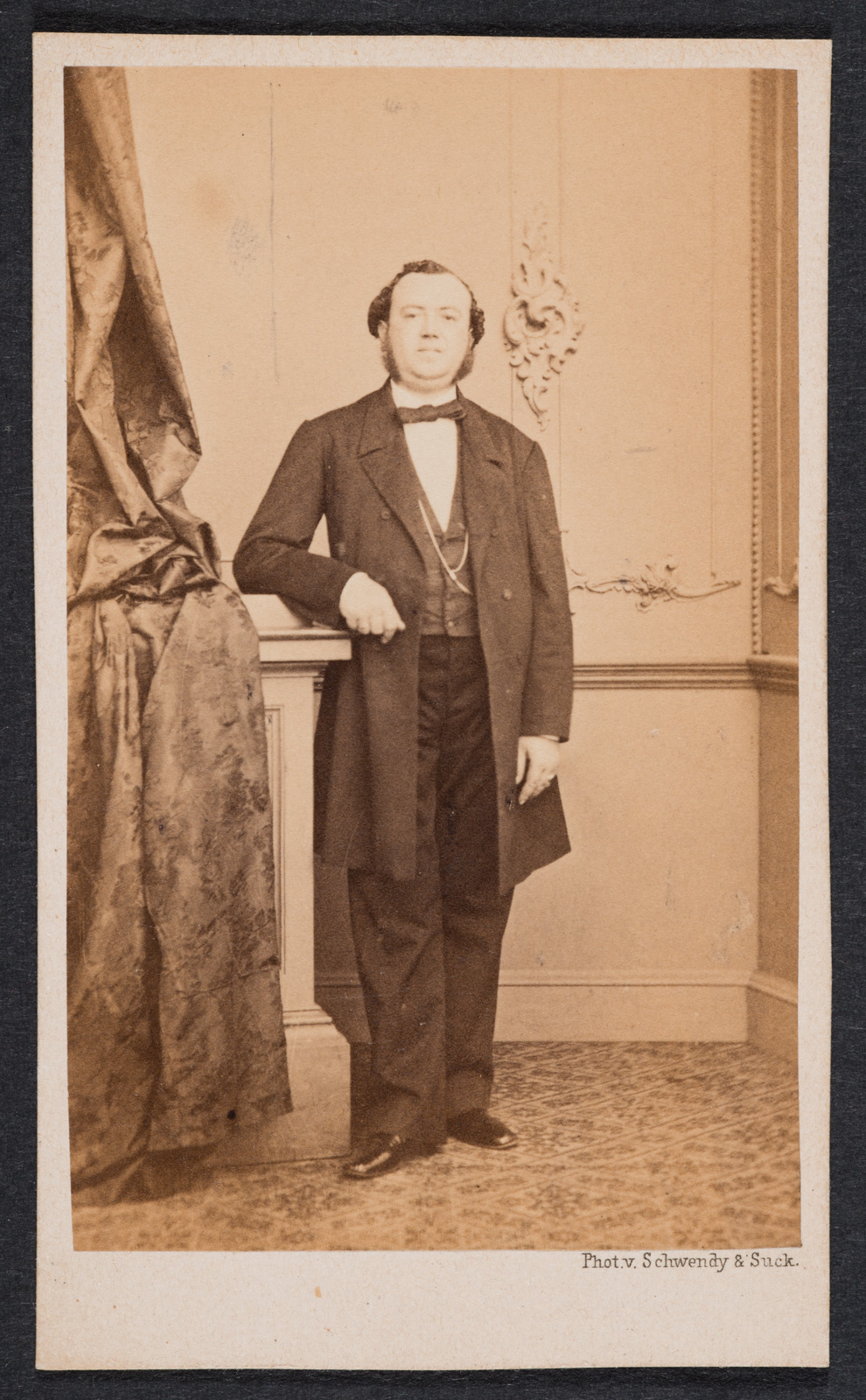
Herr Hensel, circa 1865
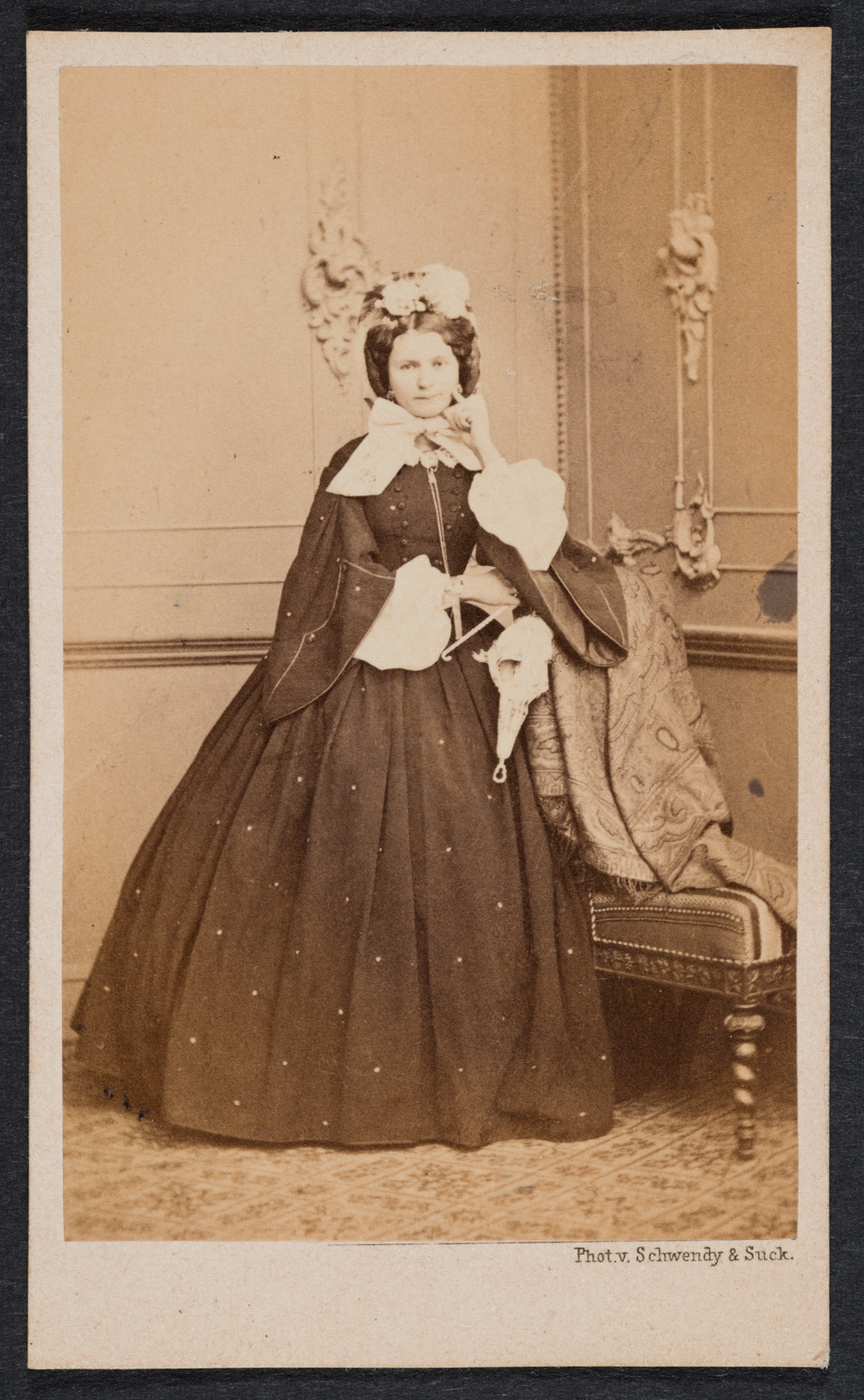
Frau Hensel, circa 1865